# Завод азотних добрив у Пуертояно
Завод азотних добрив у Пуертояно — виробничий майданчик в іспанському регіоні Кастілья-Ла-Манча.
В першій половині 1940-х на тлі міжнародної напівізоляції іспанський уряд створив компанію Calvo Sotelo de Combustibles Líquidos y Lubricantes (ENCASO), що мала спорудити кілька комплексів з виробництва рідкого палива та різноманітних хімічних продуктів з вугілля та горючих сланців. Один з них розмістили в Пуертояно, проте висока собівартість технологічних процесів змусила замінити його на класичний нафтопереробний завод, що став до ладу в 1966-му. Так само припинили продукування аміаку шляхом газифікації вугілля, натомість в 1970-му ввели в дію значно потужнішу лінію аміаку продуктивністю 198 тисяч тонн на рік (600 тонн на добу), що використовувала як сировину naphtha — суміш легких рідких вуглеводнів.
Частину аміаку споживало запущене в тому ж 1970-му виробництво карбаміду потужністю 300 тонн на добу. Іншими напрямками його використання були продукування нітратної кислоти в таких саме добових обсягах 300 тонн та нітрату амонію (продукт реакції нітратної кислоти з аміаком), після чого з нітрату амонію та вапняку отримували добриво — кальцій-аміачну селітру в обсягах до 530 тонн на добу. У випадку нітратного напрямку могли використовувати елементи колишнього сланцевуглепереробного комплексу.
Наприкінці 1970-х замовили модернізацію, що довела потужність майданчику по нітрату амонію до 750 тонн на добу, при цьому більшу його частину все так же продовжувало споживати виробництво кальцій-аміачної селітри, що також було модернізоване до рівня у 750 тонн на добу. 
У 1990-х роках через Пуертояно пройшов газопровід Уельва – Кордова – Мадрид, що дозволило перевести виробництво аміаку на більш конкурентну сировину — природний газ. Це відбулось у межах проведеного в 1988—1992 роках чергового етапу модернізації, під час якого потужність майданчику по аміаку збільшили до 217 тисяч тонн на рік (640 тонн на добу), а показник лінії карбаміду довели до 420 тонн на добу.
Ще в 1970-х роках бізнес ENCASO розділили між іншими державними компаніями галузевого спрямування, зокрема, виробництво добрив відійшло Empresa Nacional de Fertilizantes (ENFERSA). Остання наприкінці 1980-х була поглинута приватним концерном Ercros  та об'єднана із його новоствореним підрозділом добрив у компанію FESA-ENFERSA. Невдовзі Ercros потрапив у скрутне фінансове становище і, хоч і зміг у підсумку відновити діяльність, проте його активи з виробництва добрив у 1995-му перейшли під контроль групи Villar Mir, що для управління ними створила компанію Fertiberia (в 1960—1970-х роках уже діяла структура з такою назвою, заводи якої через серію поглинань також опинилися серед активів Ercros).
У 2000-х роках завод узявся за продукування промислового нітрату амонію, що є основою для вибухівки, при цьому замовлена в 2003-му відповідна лінія мала річну потужність у 200 тисяч тонн.
Станом на 2023 рік потужність майданчику зазначалась як 200 тисяч тонн аміаку та 130 тисяч тонн карбаміду на рік, при цьому відомо, що кінцевий продукт може випускатись у формі карбамідно-аміачної селітри (суміш водних розчинів нітрату амонію та карбаміду із вмістом останніх 44% та 35% відповідно) з продуктивністю 1000 тонн на добу.
У 2022-му ввели в дію фотоелектричну станцію потужністю 100 МВт та електролізер потужністю 20 МВт. Вироблений останнім водень спрямовується на виробництво аміаку. Також планується запустити електролізер потужністю 50 МВт, що разом із попереднім дозволив би зменшити споживання природного газу на 40 %.